# Wanshan-Inseln

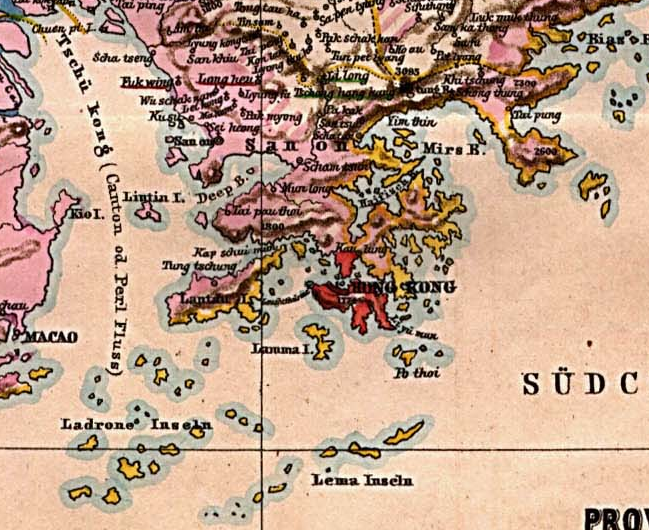
Ladrone-Inseln auf einer Karte aus dem Jahr 1878

Die Wanshan-Inseln oder Ladrone-Inseln (萬山群島 (萬山羣島) / 万山群岛,  Wànshān Qúndǎo,  Wan-shan Ch'ün-tao – „Zehntausend-Berge-Inselgruppe“) sind eine chinesische Inselgruppe vor der Mündung des Perlflusses (Zhu Jiang) in der Provinz Guangdong. Sie liegen im Süden und Südwesten von Hongkong im Südchinesischen Meer. Die Inselgruppe besteht aus über 150 Inseln. Ursprünglich war sie Teil einer Gebirgskette des Festlandes und wurde erst später wegen des Absinkens der Gebirgskette vom Festland getrennt.
Die Inseln werden von Zhuhai in der chinesischen Provinz Guangdong verwaltet.